# New Cross Hospital
Das New Cross Hospital ist ein maximalversorgendes Krankenhaus in Wolverhampton, das vom Royal Wolverhampton NHS Trust getragen wird und der University of Birmingham als Lehrkrankenhaus dient.

## Geschichte

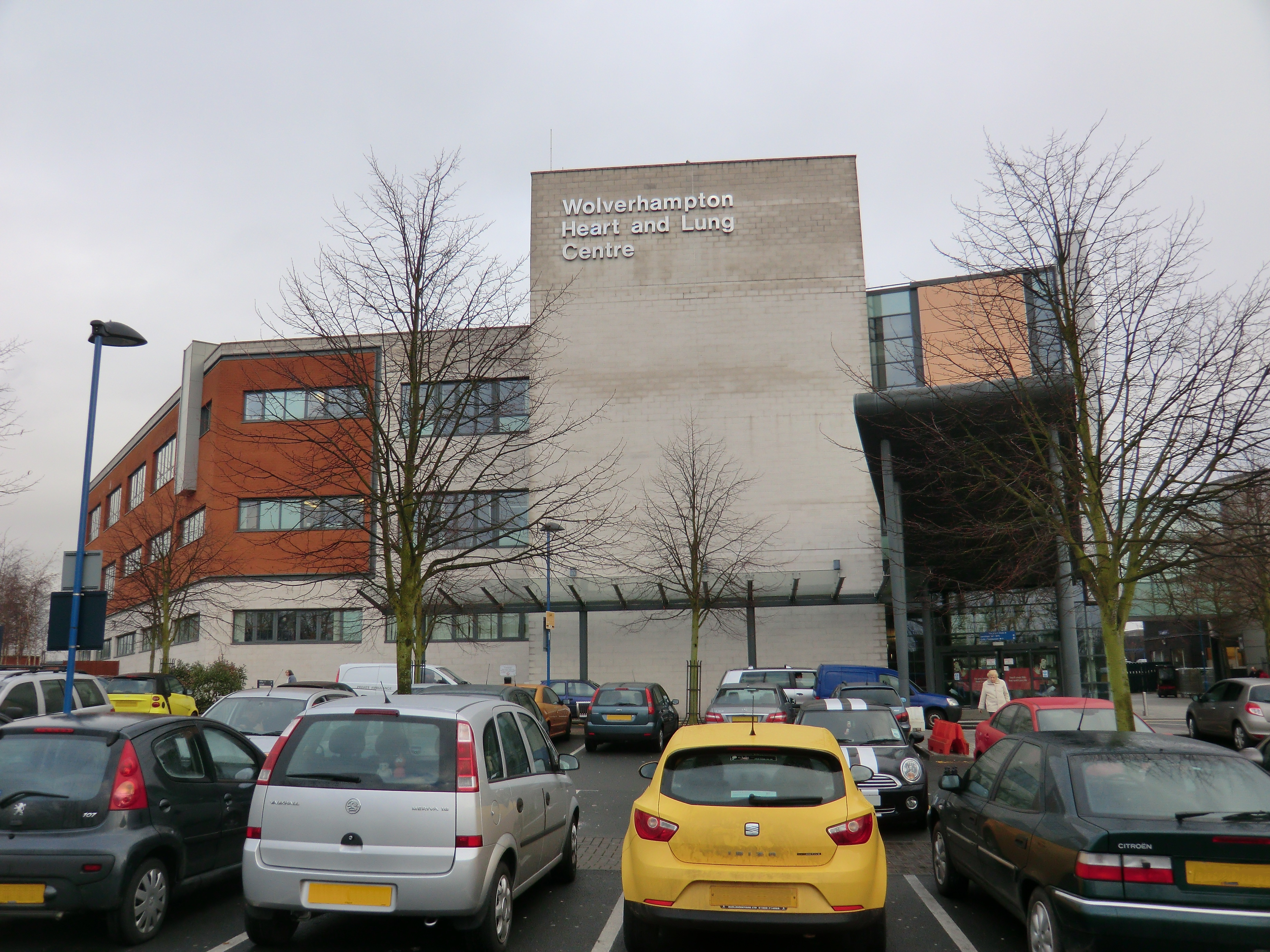
Das 2004 eröffnete Heart and Lung Centre des New Cross Hospital

Das New Cross Hospital wurde ursprünglich als Armenhaus errichtet. Da die bisher in Wolverhampton für diesen Zweck bestehenden Örtlichkeiten am Ende des 19. Jahrhunderts überfüllt waren, wurde im Auftrag der städtischen Behörden für 11.218 Pfund Sterling ein insgesamt 50,5 Morgen großes Gelände im Viertel „New Cross“ im östlichen Stadtteil Wednesfield erworben. Der Grundstein für den Neubau wurde im September 1900 gelegt, die offizielle Eröffnung der Gebäude, die eine Fläche von sechs Morgen umfassten, erfolgte drei Jahre später am 24. September 1903. Die Gesamtkosten für den Bau betrugen 156.879 Pfund Sterling.
Durch einen Mord am 12. Februar 1959 geriet das New Cross Hospital landesweit in die Schlagzeilen: Die Krankenschwester Martha Giles wurde auf einer Rasenfläche des Krankenhauses erschlagen und erstochen aufgefunden. Ein indischer Arzt des New Cross Hospital wurde wenig später als Tatverdächtiger verhaftet, doch schon nach kurzer Zeit kamen erhebliche Zweifel an seiner möglichen Täterschaft auf. Dennoch beging der Arzt – getrieben durch die polizeilichen Ermittlungen und die dadurch entstandenen familiären Probleme – Suizid. Das Verbrechen wurde bis heute nicht aufgeklärt.
Der Bau der ersten Gebäude eines Krankenhauses im heutigen Sinne wurde von dem Bauunternehmen Alfred McAlpine durchgeführt und 1970 abgeschlossen. 1994 erfolgte die Übernahme des bis dahin eigenständigen Krankenhauses durch den neu gegründeten Royal Wolverhampton NHS Trust.
Im Jahr 2004 wurde das 57 Millionen Pfund Sterling teure Herz- und Lungenzentrum (Heart and Lung Centre), das erste spezialisierte Herzzentrum im Vereinigten Königreich, eröffnet. Im Herz- und Lungenzentrum des New Cross Hospital wurde im Oktober 2012 auch die erste offene Herzoperation mittels roboterassistierter Chirurgie im Vereinigten Königreich durchgeführt.

## Kennzahlen

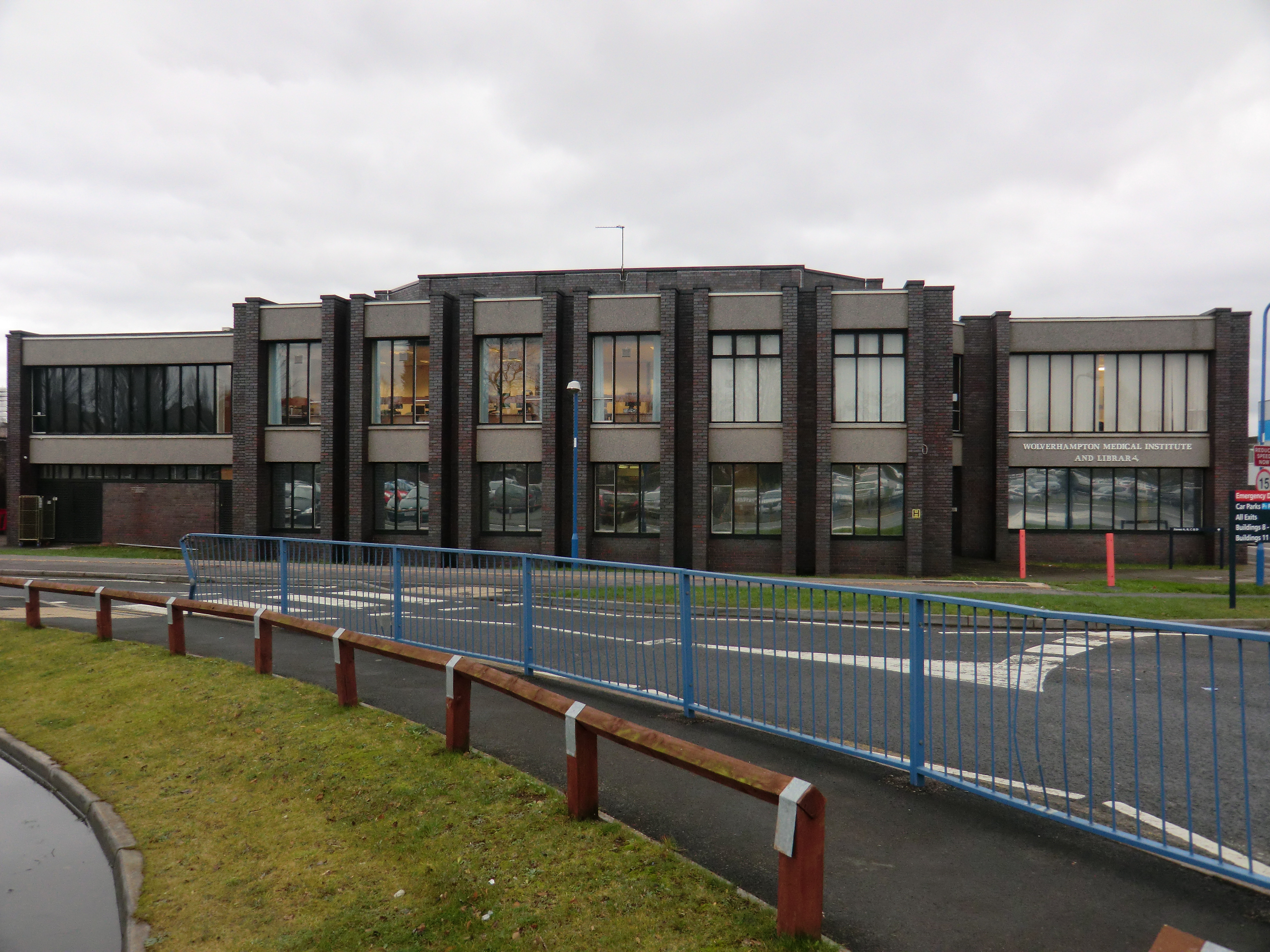
Das Wolverhampton Medical Institute

Das New Cross Hospital verfügt über etwa 700 Betten, darunter 27 Intensiv- und 14 neonatologische Intensivbetten. Als größtes Krankenhaus der Region mit etwa 5.000 Angestellten dient es der University of Birmingham als Lehrkrankenhaus, so dass sich zeitgleich etwa 130 Medizinstudierende im auf dem Gelände gelegenen Wolverhampton Medical Institute und in der Klinik befinden.
Daneben bildet das New Cross Hospital zusammen mit der University of Wolverhampton in den Bereichen der Gesundheits- und Krankenpflege, der Geburtshilfe und in anderen Gesundheitsfachberufen aus. Im Zeitraum 2007/2008 wurden im New Cross Hospital etwa 180.000 Patienten behandelt.

## Trägerschaft
Das Krankenhaus wird vom örtlichen Trust des National Health Service betrieben, der das Black Country, Shropshire, das südliche Staffordshire und das nördliche Worcestershire abdeckt und in dieser Form 1994 gegründet wurde. Der Trust verfügte 2008/2009 über ein Budget von 255 Millionen Pfund Sterling und behandelte in diesem Zeitraum insgesamt 670.000 Patienten in der von ihm abgedeckten Region.